# BV Gelsenkirchen
Der Ballspiel-Verein Gelsenkirchen war ein deutscher Fußballverein aus Gelsenkirchen.

## Geschichte
Der BV Gelsenkirchen trat 1907 erstmals als Teilnehmer an der Westdeutschen Fußballmeisterschaft überregional in Erscheinung. Zwei Jahre später erreichte der Klub als Staffelsieger das Viertelfinale, scheiterte aber am BV Solingen 98 mit einer 2:6-Niederlage deutlich. 1911 schloss sich der Verein dem Turner-Club Gelsenkirchen 1874 an. Nach dem Ersten Weltkrieg fusionierte der Klub mit SuS Schalke 96 zum TuS Gelsenkirchen 74/96, der nach der Reinlichen Scheidung heute wieder unter dem Namen Turner-Club Gelsenkirchen 1874 antritt.